# Marcin Tomaszewski
Marcin Tomaszewski, ps. Yeti (ur. 17 października 1975 w Szczecinie) – polski taternik i alpinista, wspinacz wielkościanowy specjalizujący się m.in. we wielkościanowej wspinaczce (ang. Big Wall). Z wykształcenia geodeta. Członek Kadry Narodowej PZA we wspinaczce wysokogórskiej, instruktor wspinania, fotograf górski, autor książek oraz bajek dla dzieci wydanych w formie audiobooka, we współpracy z wydawnictwem Góry Books oraz aktorami Teatru Polskiego, Teatru Współczesnego w Szczecinie oraz Teatru Czwarte Miasto w Gdyni. Autor felietonów, współtwórca kolekcji biżuterii alpinistycznej, Summit przy współpracy z Anna Orska. Projektant odzieży górskiej z marką HiMountain (kolekcja 4Żywioły). Były judoka reprezentujący Klub Sportowy Arkonia Szczecin. Pomysłodawca projektu Skalna Wioska Yeti – realizowanego z Budżetu Obywatelskiego w Gminie Dobra – którego celem jest sprowadzenie z południa Polski około tysiąca ton naturalnej skały oraz wybudowanie z niego skałek wspinaczkowych w miejscowości Buk pod Szczecinem. Ambasador wielu fundacji, m.in. Polish Mobile Clinic, Fundacji Wspierania Alpinizmu Polskiego im. Jerzego Kukuczki, Fundacji Start, Wspinaczom z Ukrainy oraz twórca akcji „Pomoc dla dzieci Nepalu” we współpracy z Fundacją White Grain Foundation, której celem było wysłanie odzieży oraz butów dla biednych dzieci z wiosek Sherpów położonych wysoko w górach w Nepalu, Indiach oraz Pakistanie. Członek Kapituły Nagród Podróżniczych Kolosy.

## Życiorys

### Młodość
Urodził się 17 października 1975 w Szczecinie jako syn Jadwigi i Andrzeja Tomaszewskich. Ma starszego o cztery lata brata Piotra. Ojciec, zmarły w 2021 roku, pracował jako elektryk w Stoczni Szczecińskiej, a w późniejszych latach w Polskiej Żegludze Morskiej.
Jako dziecko Marcin Tomaszewski miał problemy zdrowotne. W 9. miesiącu życia wykryto u niego obustronną przepuklinę pachwinową, a w wieku 2 lat zdiagnozowano chorobę serca – częstoskurcz napadowy. Był leczony w Szpitalu Unii Lubelskiej w Szczecinie oraz Centrum Zdrowia Dziecka w Warszawie.
Marcin rozpoczął naukę w Szkole Podstawowej nr 75 w Szczecinie, gdzie od czwartej klasy był uczniem klasy o profilu sportowym. Uczęszczał również na treningi judo w Klubie Sportowym Arkonia Szczecin. W tym czasie był wielokrotnie finalistą w zawodach judo w wadze do 42–53 kg o charakterze regionalnym oraz międzynarodowych na terenie byłego NRD (m.in. w 1988 roku w Rostocku).
Przez rok uczył się w Zasadniczej Szkole Poligraficznej. Następnie ukończył szczecińskie XI Liceum Ogólnokształcące oraz dwuletnie pomaturalne Studium Geodezyjne w Zespole Szkół Budowlanych w Szczecinie.
W latach 1984–1995 działał pod pseudonimem „Marchewa” w Związku Harcerstwa Polskiego (Hufiec Szczecin-Pogodno, 104. Drużyna im. Żołnierzy Cichociemnych), a w późniejszych latach jako współtwórca oraz drużynowy 108. Drużyny Harcerskiej „Nadir”. W latach 1998–1991 uczestniczył w programie Starszoharcerskiej Akademii Marzeń oraz był członkiem Harcerskiego Klubu Trekkingowego. To właśnie wtedy, mimo lęku wysokości, zaraził się pasją do wspinaczki.

### Życie zawodowe
Na co dzień czynnie propaguje wspinaczkę w Polsce, spotykając się z dziećmi oraz młodzieżą w szkołach, szpitalach i ośrodkach wychowawczych, organizując szkolenia i sekcje wspinaczkowe, a także zawody i pokazy wspinaczki. Od 1994 roku na sztucznej ściance wspinaczkowej Big Wall w Szczecinie współorganizuje cykliczne Ogólnopolskie Zawody Wspinaczkowe FC Fight Club, których jest również pomysłodawcą. Współorganizował także zawody na ścianie KS Korona Kraków. W roku 2006 odbyły się również dwie edycje zawodów wspinaczkowych na elewacji kamienicy w centrum Szczecina przeznaczonej do remontu. Pierwsza z nich miała formułę na czas, druga drytoolingu, podczas której wspinacze zdobywali elewację m.in. po zawieszonych na niej pniach drzew.
Od 1992 roku wykonywał prace na wysokości z zastosowaniem technik alpinistycznych. Jako początkujący wspinacz samodzielnie oraz dzięki pomocy matki szył odzież górską z materiału typu Polar oraz zakupionego w hurtowni ortalionu, w której przez kilka kolejnych lat wspinał się w Tatrach. Kilka lat później próbował również swoich sił jako producent odzieży górskiej, niestety bez powodzenia.
W 1998 roku założył w Szczecinie firmę Geronimo, która zajmowała się szkoleniami zarówno z zakresu wspinaczki, jak i technik stosowanych podczas wykonywania robót wysokościowych oraz oferowała budowę sztucznych ścian wspinaczkowych oraz imprezy z ich wykorzystaniem.
W latach 2015–2018 organizował imprezy wspinaczkowe na samodzielnie wybudowanej mobilnej ściance wspinaczkowej, której podstawą była przyczepa samochodowa typu dłużyca. Od 2005 roku jest instruktorem wspinaczki.
W latach 2007–2012 wraz z drugą żoną Marią prowadzili własne centrum wspinaczkowo-sportowe w Jarocinie o nazwie Geronimo Club. W wybudowanym obiekcie, w którym znajdowała się własnoręcznie wybudowana ścianka wspinaczkowa o powierzchni 45 m² i wysokości 5 m były prowadzone sekcje wspinaczkowe dla dzieci oraz dorosłych, a także zajęcia pilates.
W latach 2009–2012 pełnił stanowisko prezesa Stowarzyszenia „Ścieżka Zdrowia” w Jarocinie propagującego zdrowy tryb życia. W ramach działalności stowarzyszenia zorganizował m.in. imprezę na rynku w Jarocinie połączoną z zawodami wspinaczkowymi z cyklu Fight Club na przenośnej 10-metrowej ścianie wspinaczkowej sprowadzonej z Krakowa.
Jako profesjonalny wspinacz związany jest lub był z międzynarodowym teamem marek min. Millet, Marmot, Climbing Technology, Camp & Cassin, Mx3 oraz Zamberlan, Boreal, Mount & Wave czy PZU Bezpieczny Powrót.

### Rodzina i związki
Jego rodzice rozwiedli się w 1999 roku. Trzykrotnie żonaty: w latach 1998–2005 z Agnieszką Doroszewską. W 2003 roku z tego związku urodziła się córka Maja, która obecnie zawodowo zajmuje się prowadzeniem sekcji wspinaczkowych na sztucznej ściance w Szczecinie; 2007–2012 Marią Zborowską, z którą od 2009 roku ma syna Ignacego; w 2013 ożenił się z aktorką Sylwią Różycką, z którą ma syna Adama (urodzony w 2014 roku).

## Wspinaczka
Wspinaczkę sportową uprawia regularnie od czasu ukończenia kursu wspinaczki skalnej w 1991 roku, organizowanej przez Szczeciński Klub Wysokogórski, którego jest członkiem do dziś. Przeszedł około 300 dróg o trudnościach do IX w skali UIAA zarówno po polskiej, jak i słowackiej stronie Tatr, jednocześnie wytyczając ponad dwadzieścia linii własnego autorstwa. Kartę Taternika otrzymał w 1999 roku eksternistycznie z uwagi na wyjątkowy wykaz przejść najtrudniejszych dróg w Tatrach.
Na samej Kazalnicy Mięguszowieckiej dokonał przeszło 40 przejść, z czego około 15 w czasie samotnej wspinaczki latem i zimą. Wytyczył również trzy nowe drogi w czasie samotnej wspinaczki i bez osadzania sztucznej asekuracji: latem 2006 roku Bushido (VIII+, A4 2006; droga poprowadzona tradycyjne od dołu z naturalną asekuracją; ze względu na duże ryzyko nadal bez powtórzenia) oraz dwie zimą: w 1996 roku drogę Ostatni Mohikanin (w czasie trzech dni, M6, A3) oraz jedną z pierwszych klasycznych dróg zimowych na Kazalnicy Mięguszowieckiej – Nutzha w 2010 roku o trudnościach M8. Poza tymi drogami jest współautorem z Grzegorzem Mołczanem wariantu Opowieści z mchu i paproci wytyczonego w 1993 roku o trudnościach VII R biegnącego w linii spadku Wielkiego bloku; była to ryzykowna droga biegnąca w płycie z iluzoryczną naturalną asekuracją, obecnie prawdopodobnie częściowo obita kotwami rozporowymi należącymi do autorów drogi Wędrówka dusz, która powstała w późniejszych latach, łącząc się na tym odcinku.
Poza dwiema wspomnianymi powyżej nowymi drogami, dokonał m.in. pierwszego przejścia solowego zimą Direttissimy Kazalnicy (w 20 godzin) i Kant Filara (w 18 godzin). W dorobku Tomaszewskiego znalazły się również letnie solowe przejścia, a wśród nich: Droga Kurtyki i Czyżewskiego, Droga Pająków, trzykrotne przejście solo Filara, dwukrotne przejścia dróg Warianty Małolata, Warianty Malczyka, Epitafium, Symfonia klasyczna, Superdirettissima VI; jednodniowe przejścia w zespołach zimą, m.in. Droga Chrobaka (w 10 godzin), Wish You Were Here (w 20 godzin), Droga Pająków (w 8 godzin). Latem, w czasie 23 godzin wraz z Krzysztofem Belczyńskim przeszedł łańcuchówkę 4x Sprężyna Expander (czyli drogi Sprężyna na Małym Młynarzu, Kazalnicy, Mnichu oraz Kościelcu) oraz zimą w 21,5 godziny 4x Łapa (drogi Łapińskiego-Paszuchay na Kazalnicy, Mnichu, Mnichowej Przełączce i Szpiglasowym Wierch), przechodząc z Marcinem Michałkiem m.in. drogę Łapińskiego na Kazalnicy Mięguszowieckiej w rekordowym czasie 5 godzin. Wraz z Krzysztofem Belczyńskim pokonał również latem szereg jednodniowych łańcuchówek, m.in. łańcuchówkę trzech dróg na Kazalnicy i dwóch dróg ze schodzeniem do podstawy ściany; poza tym przeszedł większość istniejących dróg na tej ścianie.
Podczas sezonu letniego w 1996 roku przeszedł z kilkoma parterami (w większości z Krzysztofem Belczyńskim, pseudonim „Krzykacz” lub „Astronom”) w 64 drogi wspinaczkowe w Tatrach Wysokich.
Wspina się zarówno w Polsce, jak i za granicą, osiągając trudności 8b (X Frankenjura) RP oraz 7c OS; w Alpach pokonał około 100 dróg m.in. wraz z Tomem Ballardem wytyczył nowe drogi na północnej ścianie Eigeru: Titanic (1900 m) w 2016 roku w Szwajcarii oraz Dirty Harry (1200 m) na Monte Civetta we włoskich Dolomitach. Powtórzył klasyki na Marmoladzie m.in. słynną Drogę przez Rybę (Attraverso il Pesce, IX-) Directe Americane na Petite Aiguille du Dru w Alpach francuskich czy Colton McIntyre na Grandes Jorasses.
Wytyczał nowe drogi na Grenlandii, Ziemi Baffina, Alasce, w Parku Narodowym Yosemite i w Patagonii argentyńskiej (gdzie zdobył dwukrotnie szczyt Cerro Torre), w Himalajach (Nepal i Garhwal), w rejonie Baltoro w Karakorum, w górach Qionglai Shan w Chinach, na pustyni Wadi Rum w Jordanii, w Wenezueli, Tajlandii oraz w innych rejonach.
W przeszłości w czasie wypraw wielokrotnie wspinał się z Krzysztofem Belczyńskim „Astronomem” lub „Krzykacz”, Marcinem Michałkiem, Pawłem Lipińskim oraz Markiem Raganowiczem „Reganem”. W późniejszych latach z Damianem Bieleckim oraz Pawłem Hałdasiem.

### Projekt 4 Żywioły
Był pomysłodawcą projektu wspinaczkowego 4 Żywioły, który powstał w 2009 roku Założeniem projektu było wytyczenie dróg wielkościanowych w symbolizujących cztery żywioły kilku górskich rejonach: na Alasce (ziemia), w Patagonii (wiatr), na Ziemi Baffina (woda) i w Wenezueli (ogień). Celem było pokonanie w każdym z czterech obszarów możliwie największej i najtrudniejszej ze ścian. Projekt zakończył się sukcesem w 2012 roku.

### Wypadki i zdarzenia
- 1995 – zdarzenie wymagające interwencji służb ratowniczych w Szwajcarii zimą na północnej ścianie Eigeru. Został ewakuowany wraz z Grzegorzem Mołczanem śmigłowcem ratowniczym z powodu zagrażających życiu warunków w ścianie.
- 1996 – odmrożenie palców II i III stopnia podczas solowego przejścia Direttissimy Kazalnicy Mięguszowieckiej w Tatrach.
- 1998 – uderzenie spadającym odłamkiem skały w czasie zimowej wspinaczki na ścianie Kazalnicy Mięguszowieckiej. Doznał wówczas otwartego pęknięcia kości przedramienia oraz ogólnych potłuczeń i został przetransportowany przez służby TOPR ze ściany do szpitala w Zakopanem.
- 2005 – odpadniecie z luźnym odłamkiem skały w czasie solowej wspinaczki latem na północnej ścianie Eigeru w Szwajcarii; w wyniku tego wypadku połamał żebra.
- 2010 – zakażenie tężcem po ukłuciu drewnianym cierniem podczas karawany pod ścianę Seendengpu w Chinach. Został wówczas przetransportowany do szpitala w Chengdu i tam zdiagnozowany, zoperowany oraz poddany hospitalizacji.
- 2018 rok – Nepal; infekcja nogi wraz z obrzękiem podczas karawany. Został przetransportowany śmigłowcem do szpitala w Kathmandu i poddany leczeniu antybiotykowemu.
- 2018 – Patagonia; wpadnięcia do szczeliny lodowej. Został uratowany przez Toma Ballarda.

### Ważniejsze wyprawy
- od 1990 roku – wspinaczki w górach oraz rejonach skalnych w Europie. Wspinaczki górskie: Tatry, Alpy, Dolomity oraz góry Norwegii z wieloma partrnerami, m.in. Pawłem Lipińskim, Marcinem Michałkiem, Krzysztofem Belczyńskim, Jakubem Radziejowskim, Grzegorzem Mołczanem.
- 2000 – Grenlandia, Nalumasortoq (nowa droga w lecie), Planeta spisek w 7 dni, styl Big Wall oraz jednodniowe powtórzenia dróg: Moby Dick i War and Poetry na Ulamertorsuaq, Fiord Tasermiut. Pierwsza polska wyprawa wspinaczkowa na Grenlandię. Partnerzy: Jacek Fluder, Janusz Gołąb, Stanisław Piecuch.
- 2001 – Pakistan, Nangmah Walley, Denbor; 700 m, 7 dni, lato. Pierwsza droga wspinaczkowa w ścianie, drugie wejście na szczyt. Partner: Krzysztof Belczyński.
- 2002 – Baffin Island, Mount Thor, droga Pangnirtung Fiord (nowa droga 1500 m). 10 dni w stylu Big Wall w lecie. Pierwsza polska wyprawa wspinaczkowa na Ziemię Baffina. Partnerzy: Michał Bulik, Krzysztof Belczyński.
- 2003 – Stany Zjednoczone, Alaska, Shadows Glacier, droga Ostatni krzyk motyla w 12 dni, styl Big Wall (nowa droga w warunkach zimowych), 1200 m. Przejście wyróżnienie Złotym Czekanem w Grenoble (Francja 2005). Partnerzy: Krzysztof Belczyński, Dawid Kaszlikowski.
- 2004 – Indie, Garhwal, Meru Sharks Finn (próba nowej drogi). Partner: Krzysztof Belczyński.
- 2005 – Stany Zjednoczone, Yosemite, El Capitan, Salathe Wall (27 godzin non-stop), 1000 m. Partner: Jacek Krawczyk.
- 2006 – Patagonia, Argentyna, Cerro Torre, Commpressor Route (w 12 godzin), 1100 m. Drugie polskie wejście na szczyt. Partner: Krzysztof Belczyński.
- 2006 – Norwegia, zima. Romsdal, Trollveggen (próba). Partner: Dariusz Sokołowski, Jakub Radziejowski.
- 2006 – Chiny, Qonglai Mountains, Seerdengpu (próba nowej drogi na dziewiczej ścianie oraz niezdobytym szczycie). Partnerzy: Adam Pieprzycki, Wojciech Wandzel (fotograf). Wycofanie ze ściany z powodu zakażenia oraz objawów tężca (drętwienie ręki) u Marcina.
- 2007 – Norwegia, zima, Innset Ice Climbing.
- 2007 – USA, Alaska, Litle Switzerland, Throne (nowa droga o trudnościach 7a). Partnerzy: Tom Adcroft i Aneta.
- 2007 – Pakistan, Karakorum, Trango Tower (próba wejścia w lecie). Partner: Krzysztof Belczyński.
- 2009 – Argentyna, Patagonia, Fitz Roy, Supercanaletta (próba; wyprawa solo w warunkach letnich).
- 2009 – Alaska, USA, Mount Barrille (III, 1200 m solo w warunkach zimowych), Mount Johnson, Escalator (M5, Wi4 1200 solo w warunkach zimowych).
- 2010 – Wenezuela, Acopan Tepui, Mysterrios (nowa droga, lato, 650m, 7c). Partnerzy: Marcin Szczotka, Cheo Garcia, Jarosław Woćko, Wojciech Wandzel.
- 2010 – Chiny, Qonglai Mountains, Seerdengpu. Podczas próby przejścia nowej drogi w warunkach zimowych doszło do wypadku spowodowanego uderzeniem spadającego lodu w jednego z uczestników. Partnerzy: Andrzej Sokołowski, Marcin Rutkowski.
- 2012 – Kanada, Ziemia Baffina, Polar Sun Spire, Sam Ford Fiord, Superbalance (nowa droga w warunkach zimowych, kwiecień). Big Wall, 1600 m, 24 dni. Partner: Marek Raganowicz.
- 2012 – Argentyna, Patagonia, Cerro Torre, Ragni Rout (droga Ferrariego) pokonana w całości klasycznie, 12 godzin, 1100 m. Drugie wejście Marcina Tomaszewskiego, który jako jedyny Polak pokonał tę drogę dwukrotnie.
- 2013 – Pakistan, Karakorum, Great Trango Tower, Bushido (nowa droga w lecie), 1700 m, 21 dni styl Big Wall. Partner: Marek Raganowicz.
- 2014 – Stany Zjednoczone, Alaska, Mount Dickey (próba w warunkach zimowych). Partner: Dawid Sysak.
- 2015 – Norwegia, nowa droga zimą na północnej ścianie Trollveggen, 1100 m, 19 dni (Katharsis M7 / A4). Druga droga w historii wytyczona zimą, pierwsza bez poręczowania. Przejście w 2 -osobowym zespole. Partner: Marek Raganowicz.
- 2015 – Norwegia, nowa droga wytyczona latem na północnej ścianie Kjeraq, Lysefiord, 1200 m (Wild StoriesVII+,A2). Partnerzy: Dariusz Sokołowski, Andrzej Drygiel.
- 2016 – Monte Civetta, Dolomity, Włochy. Lato, North West Face, Dirty Harry (1375 m VII, 2 dni, nowa droga latem). Partner: Tom Ballard. Poza tym kilka krótszych nowych dróg na mniej znanych ścianach.
- 2016 – Eiger Nordwand, Szwajcaria, nowa droga Titanic, 1900 m, 7 dni, grudzień w warunkach zimowych. Partner: Tom Ballard[14].
- 2017 – Grenlandia, dwie nowe drogi wytyczone latem w trakcie rejsu na pokładzie jachtu Berg. Agpat Island; Rolling Stones 6b, 900 m oraz na półwyspie Aquliaruseq na Anchor Wall Night Watch 7c, 900 m. Odkrycie dziewiczego masywu górskiego oraz nazwanie go na cześć jachtu Bergland. Członkowie wyprawy: Artur Bergier (kapitan jachtu), Sławomir Ejsymont, Mateusz Solecki (operator kamery), Wojciech Malawski, Konrad Ociepka.
- 2018 – Patagonia. Cerro Torre próba nowej drogi. Partner: Tom Ballard.
- 2018 – Nepal, Jannu West Face. Wyprawa, podczas której powstał film Wall of Shadows w reżyserii Elizy Kubarskiej. Partnerzy: Dmitri Gołowczenko i Siergiej Nilow.
- 2019 – Indie Himalaje, Miyar Walley, Himal Pradesh, Blitz w masywie Castel Peak; nowa droga latem, przejście w stylu Big Wall, 7 dni. Partner: Michał Król.
- 2021 – Grenlandia, Sandersons Hope. Samotna wyprawa eksploracyjna w stylu Big Wall..
- 2021 – Pakistan, Karakorum, Trango Glacier. Nowa droga na Uli Biaho Gallery Frozen Fight Club, 780 m, 11 dni. Pierwsza zimowa wspinaczka bigwallowa w czasie astronomicznej zimy w górach Karakorum w grudniu. Partner: Damian Bielecki[14].
- 2023 – Grenlandia. Pierwsza droga wielkościanowa poprowadzoa na wyspie w czasie kalendarzowej zimy w historii. Oqatssut Wall 700 m, 17 wyciągów, trudności – M5, A3, C2, VI Big Wall. Partner: Paweł Hałdaś[15].

## Nagrody i wyróżnienia
- 1996 – Nagroda Polskiego Związku Alpinizmu za osiągnięcia i działalność górską w Tatrach
- 1997 – Nagroda czasopisma Brytan za wytyczenie w trakcie samotnej wspinaczki nowej drogi zimą na Kazalnicy Mięguszowieckiej
- 1998 – Wicemistrzostwo Polski Centralnej w zawodach wspinaczki sportowej na sztucznej ściance w Warszawie
- 1999 – I miejsce w Mistrzostwach Polski Zachodniej w zawodach wspinaczki sportowej na sztucznej ściance w Poznaniu
- 2000 – Nagroda Urzędu Kultury Fizycznej i Sportu za wybitne osiągnięcia w dziedzinie alpinizmu
- 2001 – Festiwal Filmów Górskich Lądek Zdrój, I miejsce w kategorii film polski za film Planeta Spisek w reż.: Sławomira Ejsymonta
- 2001 – III miejsce w Pucharze Polski we wspinaczce sportowej na łuku w Amfiteatrze Letnim w Szczecinie
- 2002 – II miejsce w Pucharze Polski we wspinaczce sportowej na Zamku Książąt Pomorskich w Szczecinie
- 2002 – Wyróżnienie Kolosy w kategorii alpinizm za wytyczenie nowej drogi na Ziemi Baffina na ścianie Mount Thor[16]
- 2003 – Nagroda Prezydenta Miasta Szczecin za promocję miasta na świecie
- 2003 – Medal za osiągnięcia sportowe w alpinizmie podczas uroczystości 100-lecia PZA
- 2003 – I miejsce w zawodach wspinaczki sportowej w Szczecinie
- 2003 – Nagroda Urzędu Kultury Fizycznej i Turystyki za osiągnięcia w alpinizmie w 2003 r.
- 2004 – Nominacja do nagrody Złoty Czekan – Piolet d’or (Grenoble, Francja) wyróżniającej siedem największych osiągnięć w dziedzinie alpinizmu z całego świata za drogę Ostatni Krzyk Motyla na Alasce w 2003 r.
- 2004 – Nagroda główna w kategorii alpinizm, Kolos 2003 za drogę Ostatni Krzyk Motyla na Alasce[16]
- 2007 – Nagroda serwisu wspinaczkowego Brytan za przejścia w Tatrach w 2006 r.
- 2008 – Nagroda Brytan Roku portalu wspinaczkowego (wspinanie.pl) za solowe wytyczenie w zimie nowej klasycznej drogi na Kazalnicy Mięguszowieckiej w Tatrach
- 2012 – Wyróżnienie Kolosy 2012 za wytyczenie nowej drogi na Ziemi Baffina w Kanadzie[17]
- 2012 – Nagroda Kultury Fizycznej i Sportu za osiągnięcia w alpinizmie za rok 2012
- 2012 – Nominacja Travellery 2012 czasopisma National Geographic Traveller w kategorii Wyczyn Roku[18]
- 2013 – Nagroda Urzędu Kultury Fizycznej i Sportu za wybitne osiągnięcia w dziedzinie alpinizmu w 2013 r.
- 2013 – Wyróżnienie kanału EpicTV. Przyznanie najwyższej oceny w kategorii Big Wall za przejście drogi Bushido w Pakistanie ze wszystkich dokonań z całego świata w 2013 r.[19]
- 2014 – Kolos Roku w kategorii Alpinizm[20] oraz Traveler Roku w kategorii Wyczyn Roku[21]
- 2016 – Wyróżnienie Kolos w kategorii Alpinizm[22]
- 2016 – Wyróżnienie za osiągnięcia górskie Karl Unterkircher Award, Val Gardena, Włochy[23]
- 2018 – Kolosy, wyróżnienie za wyprawę na Grenlandie jachtem Berg, odkrycie dziewiczych gór oraz wytyczenie na nich nowych dróg w stylu wielkościanowym.
- 2019 – nagroda Kultury Fizycznej i Sportu za osiągnięcia w alpinizmie.
- 2021 – Kolosy, wyróżnienie za wytyczenie pierwszej nowej drogi wielkościanowej Big Wall zimą w Karakorum.
- 2021 – Złoty Czekan, wyróżnienie na wytyczenie zimą nowej drogi w Karakorum[24].
- 2022 – Złoty Hak za działalność górską szczecińskiego Klubu Wysokogórskiego[25].
- 2022 – nagroda czasopisma Taternik za wytyczenie pierwszej drogi zimą w Karakorum w stylu big wall.

## Publikacje

### Audiobooki
- „Słuchać/Czytać każdy może”, audiobook z bajkami, 2016

### Książki
- Opowiadania. Tom 15. Góry, wyd. Góry Books, 2006 (współautor książki)[26]
- „#YETI40", autobiografia, wyd. Góry Books 2017[27]

- „Tato”, wyd. Bezdroża, 2021[28]
- Tato, wyd. włoskie o oryginalnym tytule, wyd. Versante Sud 2022.[29]
- „#WSPINACZKA”. Podręcznik dla początkujących i średnio zaawansowanych. Wyd. Bezdroża 2021.[30]
- Kołysanka – piosenka w wykonaniu Sylwii Różyckiej.

### Bajki
- Śliwka, deszcz i słońce
- Snow mole
- W mydlanej bańce
- Amelia i Zuzia
- Królestwo pszczół
- Sens życia
- Wicher i cisza
- Ścigając zachodzące słońce
- Innset
- Księżyc w nowiu
- Ulubiona kość

### Komiksy
- Z cyklu 4 żywioły – Great Trango Tower, 2014
- Z cyklu 4 żywioły – Yeti i Regan, 2013
- Z cyklu 4 żywioły – Yeti i Kuba, 2013

### Felietony oraz publikacje dot. wypraw
- Cykl felietonów dla polskich oraz zagranicznych czasopism min: Trzy kroki Bushido, Czwarta ściana, Droga przekątna, Jak to jest wisieć, Obsesja, Żółw w ścianie.
- Publikacje z wypraw na łamach magazynów w Polsce: Taternik, GÓRY, Magazyn Górski, Gazeta Wyborcza, National Geographic TRAVELER, Men’s Health, Prestiż oraz inne.
- Publikacje w magazynach za granicą min: Alpinist, Rock& Ice, Vertical, Desnivel, Climbing, Gripped, AAJ American Alpin Jurnal, Mountain Magazin.

### Filmy
- Planeta spisek. Film dokumentalny z pierwszej polskiej wyprawy na Grenlandię w 2000 roku, w reżyserii Sławomira Ejsymonta.
- Geronimo. Film biograficzny dokumentalny o Marcinie Tomaszewskim z 2000 roku. Państwowa Wyższa Szkoła Filmowa Telewizyjna i Teatralna w Łodzi, reżyseria Leszek Dawid.
- Sailing in Mountains. Film dokumentalny z wyprawy na Grenlandię z 2017 roku przedstawiający historię odkrywania nowych gór oraz wytyczania dróg wspinaczkowych z pokładu jachtu Berg. Reżyseria Łukasz Pereszczuk, Marcin Tomaszewski.
- The Wall of Shadows, polski tytuł Ściana cieni, 2020 rok. Film przedstawia wyprawę Marcin Tomaszewskiego oraz dwójki Rosjan na świętą górę Jannu. Reżyseria Eliza Kubarska,